# (14995) Archytas
(14995) Archytas ist ein Hauptgürtelasteroid, der am 5. November 1997 von Paul G. Comba am Prescott-Observatorium entdeckt wurde.
Der Asteroid wurde am 11. November 2000 nach Archytas von Tarent benannt.